# Telmatoscopus aurigenea
Telmatoscopus aurigenea är en tvåvingeart som beskrevs av Quate 1967. Telmatoscopus aurigenea ingår i släktet Telmatoscopus och familjen fjärilsmyggor. Inga underarter finns listade i Catalogue of Life.